# Hillman 12/15 hp
La 12/15 hp è un'autovettura prodotta dalla Hillman dal 1909 al 1913.
Gli esemplari prodotti fino al 1911 avevano installato un motore a quattro cilindri in linea da 2,2 L di cilindrata, mentre sugli esemplari successivi era montato un propulsore dalla configurazione analoga, ma da 2,7 L. La trazione era posteriore e le sospensioni erano a balestra ellittica.